# Барсуков Сергій Олександрович
Сергій Олександрович Барсуков (рос. Сергей Александрович Барсуков; нар. 28 січня 1985, Саратов, РРФСР) — російський футболіст та пляжний футболіст, воротар.

## Життєпис
Перший професіональний клуб — «Лада» (Тольятті) з першого дивізіону. Дебютував 21 травня 2003 року в матчі 1/2 фіналу кубку Росії 2002/03 проти московського «Спартака», замінивши на 4-й хвилині травмованого Олександра Суліму, який отримав пошкодження в зіткненні з Робертом. Першу половину наступного сезону провів у «Дружбі» (Майкоп), другу — у новоросійському «Чорноморці», в якому провів одну гру, вийшов на заміну на 78-й хвилині замість Ігорю Усмінському. 2005 року грав на аматорському рівні за «Чорноморець», перейменований на «Новоросійськ» та «Чорноморець-д». 2006 року перейшов у «Носту» (Новотроїцьк), де був дублером Дениса Пчелінцева та Дениса Вавиліна і провів за чотири роки 14 матчів. 2010 рік провів у команді «СКА-Енергія», з 2011 року — в клубі «Металург-Оскол».
18 червня 2014 року підписав контракт із саратовським «Соколом». 30 серпня дебютував у складі клубу у матчі 1/32 фіналу кубку Росії проти ульянівської «Волги».
У 2018 році грав за клуб із пляжного футболу «Дельта» (Саратов).